# ネブラスカ州の歴史

中央ネブラスカでホームステッド法を利用した農民、1866年

ネブラスカ州の歴史（ネブラスカしゅうのれきし、英:History of Nebraska）では、アメリカ合衆国ネブラスカ州となった地域の、1億年前の中生代から、現代までの歴史を概説する。1854年5月30日にアメリカ合衆国議会で成立したカンザス・ネブラスカ法で準州として成立したときに、州としての歴史が始まった。ネブラスカ準州には1860年代にホームステッド法の下に開拓が大きく進み1867年には合衆国第37番目の州として加盟が認められた。

## 前史

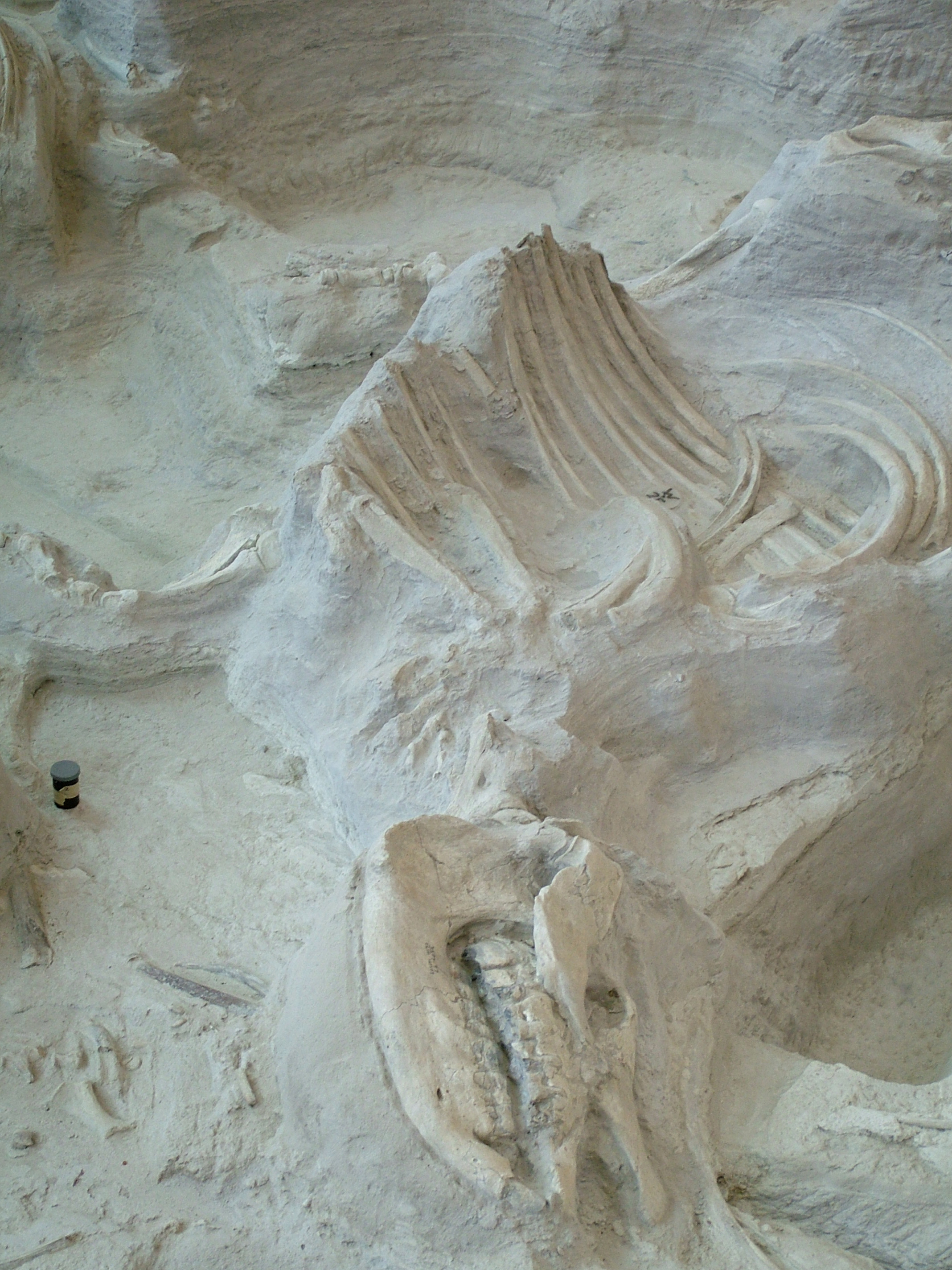
ディノヒッパス（馬の先祖）の化石、ネブラスカ州ロイヤルの近く、アッシュフォール州立歴史公園の鮮新世後期層から出土。

### 中生代
後期白亜紀、6,500万年から9,900万年前、現在のネブラスカの4分の3は、アメリカ合衆国の3分の1以上を覆う大きな海、西部内陸海路に覆われていた。この海はモササウルス、イクチオサウルス（魚竜）およびプレシオサウルスが占領していた。さらにスクァリコラックスのようなサメ類やパキリソダス、エンコダス、およびシファクティヌスのような今日の骨質の魚類よりも大きな種類のものが住んでいた。そのほかの海洋生物としては、軟体動物、アンモナイト、イカのような矢石、およびプランクトンなどの無脊椎動物がいた。このころの動植物の骨格化石が泥に埋もれ岩の中で硬くなり、今日ネブラスカの渓谷の岸や川の流れに沿って現れる石灰石となった。

### 新生代

#### 鮮新世
海底が緩りと隆起し、沼地と森林が現れた。数千年後に陸地は乾燥し、オーク、カエデ、ブナおよびヤナギなどあらゆる種類の樹木が成長した。古代樹木の葉の化石が今日ネブラスカの赤色砂岩で見つかっている。この時代の陸地にはラクダ、バク、サル、トラおよびサイが住んでいた。またその地に固有の様々なウマもいた。

#### 更新世

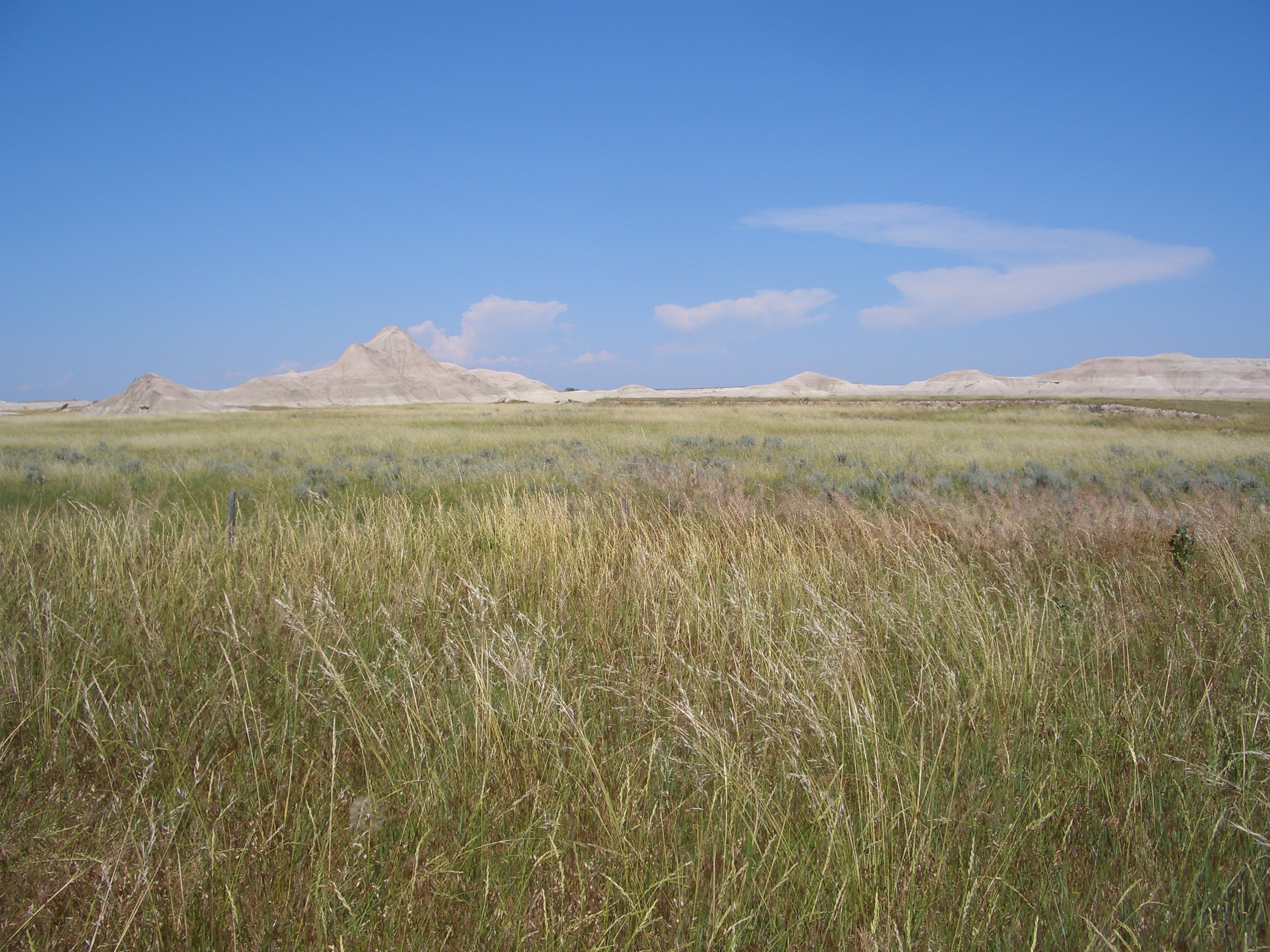
オグララ国立草原。ネブラスカ州シャドロン近く

最後の氷期がかつてネブラスカを覆っていた大きな海を終わらせた。最終氷期はネブラスカン・グラシエーションとも呼ばれ、約60万年前に始まり、連続した氷期というよりも寒い時と暖かい時期が交互にくる時代となった。粘土層と巨礫がこの時期の丘に残され、氷原は2,3回ネブラスカを覆い、気候はそこに存在した動植物を根絶するほど寒冷になった。

#### 完新世（現代）
気候が乾燥してくると草原が現れ、川が現在の渓谷を掘り下げるようになり、ネブラスカの地勢ができた。この時期に現れた動物は今日でも州内に残っている。

## ヨーロッパ人の探検：1682年-1853年

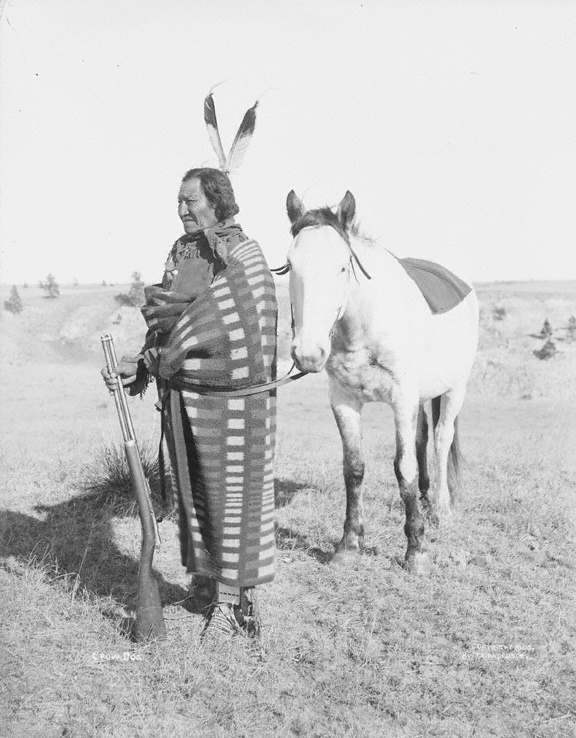
オマハ族のクロウドッグ・ホース

ヨーロッパ中から何人かの探検家がネブラスカとなる土地を探検した。1682年、ルネ＝ロベール・カヴァリエがミシシッピ川とその支流によって潤される全ての地域にルイジアナ領地と名前をつけ、初めてフランス領と宣言した。1714年、エティエンヌ・ド・ブールモンがモンタナのミズーリ川河口からプラット川河口まで旅し、その川を「ネブラスキエ」川とよんで、州名に近いものを名付けた最初の人となった。
1720年、スペイン人ペドロ・デ・ヴィラスールがサンタフェからネブラスカに至るインディアン道を辿る陸路の遠征隊を率いた。ポーニー族との戦闘で、ヴィラスールと34名の隊員は、現在のネブラスカ州コロンバスの直ぐ南、ループ川とプラット川が合流する近くで殺された。この地域のスペイン支配において大きな敗北となり、1人の修道士だけが生き残ったが、ヌエバ・エスパーニャ植民地に対する警告として明らかに殺されずにおかれた。1739年、フランス系カナダ人の2人組探検家ピエールとポール・マレーが水路でサンタフェに行くことを目標に、プラット川と名付けた川の河口に到着した。彼等はプラット川の南支流を辿ってコロラドに達した。
1762年、フォンテーヌブロー条約で、フランスはミシシッピ川の西の土地をスペインに割譲し、後のネブラスカはヌエバ・エスパーニャの一部となった。1795年、ジャック・デグリーズがスペイン王室のためにミズーリ川流域を旅した。デグリーズは見つからない北西航路を探しており、ノースダコタ中央部までしか行けなかった。

### 初期の開拓
1794年、ジャン＝バティスト・トルトーがニオブララ川を遡ること30マイル (48 km)に交易基地を設立した。1795年には、スコットランド人ジョン・マッケイがミズーリ川の西岸に交易基地を設立した。いわゆるチャールズ砦はネブラスカ州ダコタシティの南に位置した。
アメリカ合衆国は1803年パリ条約に従ってフランスから1,500万ドルでルイジアナ領地を買収した。ネブラスカ州となる地域は初めてアメリカ合衆国の財産となった。1812年、ジェームズ・マディソン大統領は現在のネブラスカを含む領域にミズーリ準州を設立する法案に署名した。スペインの毛皮交易業者マヌエル・リサが1812年にポンカヒルズにリサ砦という交易拠点を建設した。その地元種族を手なずける行動はその地域におけるイギリスの影響力を阻止するものとされた。
1820年にアメリカ陸軍は、急成長している毛皮交易業を守るために、今日のフォートカルフーン近くにアトキンソン砦を建設した。1822年、ミズーリ毛皮会社プラット川河口から北約9マイル (14 km)に本社と交易拠点を建設し、そこをベルヴューと名付けたが、これがネブラスカでは最初の町になった。1824年、ジャン＝ピエール・サバンネが、ポンカクリークとミズーリ川の合流点のリサ砦の近くにアメリカン毛皮会社のサバンネ交易拠点を建設した。そこは地域でも良く知られた基地となった。
1833年、モーゼス・P・メリルがオトー族インディアンの中に布教所を作った。モーゼス・メリル布教所はバプテスト布教連合の後援を受けていた。1842年、ジョン・C・フレモントがベルヴューのキット・カーソンと共にプラット川周辺の探検を完了させた。フレモントはそのロバと政府の荷車をそこで競りに掛けた。この地図作りの旅でフレモントはオトー族の言葉ネブラスカをプラット川にあてて使った。プラットはフランス語の「平らな」という意味であり、「平らな水の土地」を意味する「ネ・ブラス・カ」の翻訳だった。

## 1854年-1867年

### 準州時代
1854年のカンザス・ネブラスカ法でカンザスとネブラスカの領域の境界を北緯40度線と設定した。このために当初のネブラスカの領域は今日のものよりもかなり大きかった。西は太平洋と大西洋の間の大陸分水界となり、北は北緯49度線（アメリカ合衆国とカナダの国境、東はホワイトアースとミズーリ川だった。しかし、連邦議会の法律で作られた新しい準州を創設することで、段々とネブラスカの大きさを減じていった。同年、アメリカ軍とインディアンとのいざこざからグラッタンの虐殺が起きた。

### 土地の変遷
1861年2月28日、コロラド準州が北緯41度線より南、西経102度3分（ワシントンD.C.の25度西）より西を領域とした。同年3月2日、ダコタ準州が北緯43度線（現在のサウスダコタ州とネブラスカ州の州境）より北のネブラスカ準州の領域を全て取り、さらに北緯43度線とケヤパハ川とニオブララ川の間の現在はネブラスカ州の領域も取った（この土地は1882年にネブラスカ州に返された）。ダコタ準州を創設する法律では、ネブラスカに現在はワイオミング州南西部となっている、北緯41度線と43度線および大陸分水界で囲まれるユタ準州とワシントン準州の小さな領域を含める条項もあった。1863年3月3日、アイダホ準州が西経104度3分（ワシントンD.C.の27度西）から西の領域を全て取った。

### 州都の変遷
ネブラスカ準州の州都はオマハだった。1850年代、フローレンスやプラッツマウスなど他の場所へ州都を移そうという多くの試みがあったが全て失敗した。スクリプタウン汚職陰謀のときに、地元の実業家がオマハの土地を確保して議員に寄贈しようとした「ベイカー対モートン事件」に対する合衆国最高裁判所判決はこれを違法とした。州都はネブラスカが州に昇格した1867年までオマハのままであり、この年に州都は当時ランカスターと呼ばれていたリンカーンに移された。

## 1867年-1950年

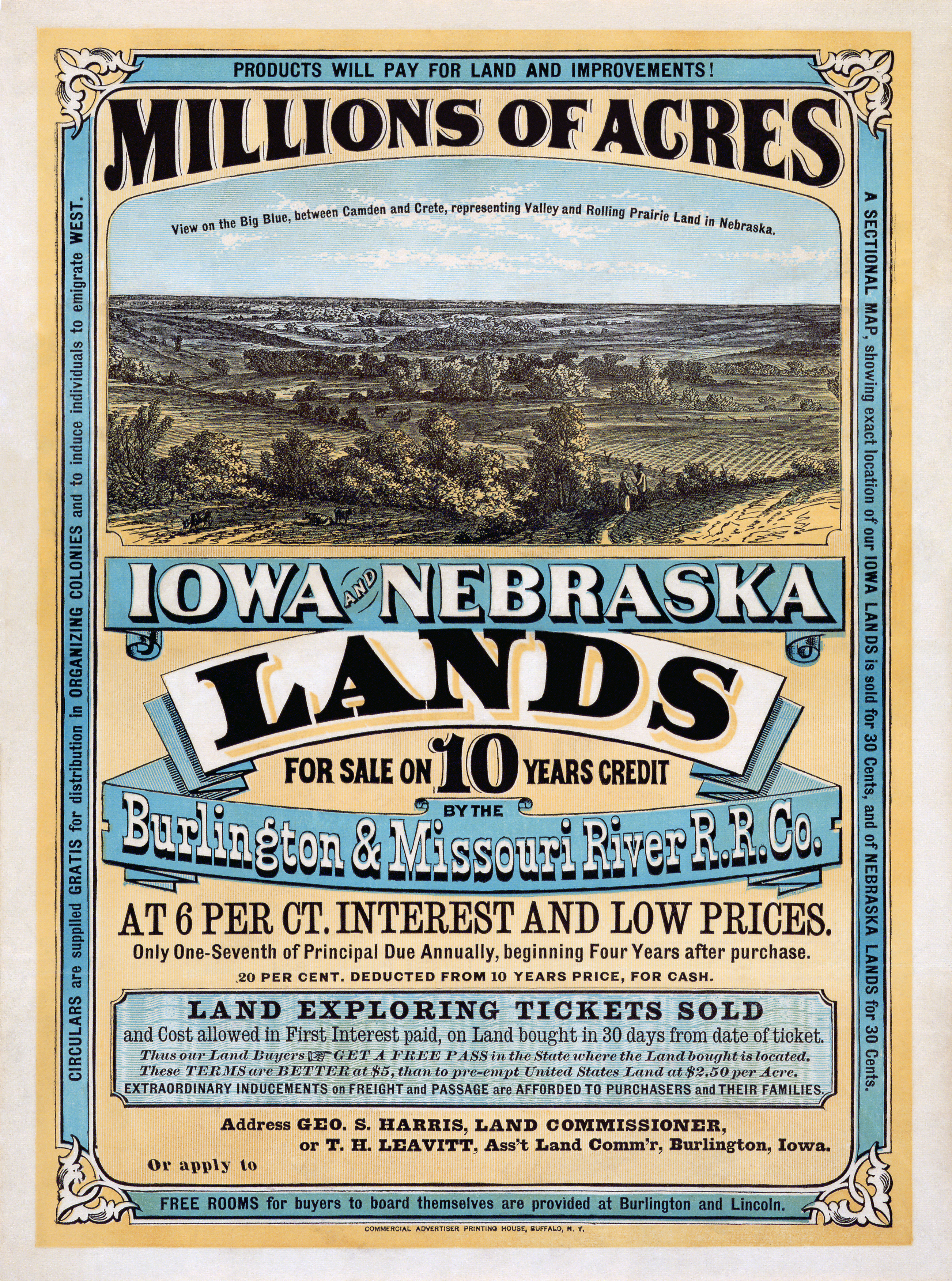
ネブラスカの開拓のポスター、バーリントン・アンド・ミズーリ川鉄道が募集、1872年

### 州の成立
ネブラスカの憲法が1866年に起草された。ネブラスカが州に昇格することについて幾らかの議論があり、白人に対する選挙権を制限した1866年憲法の条項についても議論があった。最終的に1867年2月8日、連邦議会は選挙権が非白人に対して否定されないことを条件にネブラスカの州昇格を議決した。このネブラスカの州昇格を認める法案はアンドリュー・ジョンソン大統領によって拒否権を発動されたが、両院の圧倒的多数によってその拒否権が無効にされた。

## 政治の変遷
最初の憲法の元で、ネブラスカ州議会は二院制だった。しかし、ネブラスカ州会議員ジョージ・ノリスは1931年にオーストラリアを訪れた後で、10年前に一院制を採用したクィーンズランド州の例に倣い二院制の廃止に向けて運動した。ノリスは二院制が「本質的に非民主的な」イギリスの貴族院に基づいているとも主張した。1934年、州憲法の修正で一院制議会を導入し、さらに政党によらない選挙も導入した（議員は政党の党員としての立場を採らない）。

## 第二次世界大戦
第二次世界大戦のとき、ネブラスカ州には幾つかの戦争捕虜キャンプが設けられた。スコッツブラフ、ロビンソン砦およびキャンプ・アトランタ（ホールドリージ郊外）が主要なキャンプだった。アルマ、ベイアード、バートランド、ブリッジポート、エルウッド、クルック砦、フランクリン、グランド・アイランド、ヘイスティングス、ヘブロン、インディノーラ、カーニー、レキシントン、ライマン、ミッチェル、モリル、オガララ、パリセイド、シドニーおよびウィーピングウォーターといった多くの小さなサテライト・キャンプがあった。オマハ砦にはイタリア人戦争捕虜を収容した。州内には大小23のキャンプが散りばめられた。さらに、幾つかのアメリカ陸軍航空基地が州内の様々な場所に建設された。

## References
1. ↑  Laukaitis, A. (2005) "'Tower Of Time' pays tribute to animals, people of Missouri River" Lincoln Journal Star. 11/8/05. Retrieved 8/30/07.
2. 1 2  "History of Nebraska", Twin Cities Development Corporation. Retrieved 8/30/07.
3. ↑  (1962) "Nebraska's Prehistoric Horses" University of Nebraska State Museum.
4. ↑  (2007) "History at a glance" Archived 2008年10月29日, at the Wayback Machine., Douglas County Historical Society. Retrieved 2/2/08.
5. ↑  “An Act to provide a temporary Government for the Territory of Colorado” (PDF).   Thirty-sixth United States Congress (1861年2月28日). 2006年12月27日閲覧。
6. ↑  (nd) History of Douglas County, Andreas' History of the State of Nebraska. Retrieved 7/13/07.
7. ↑  Part 8, Andreas' History of the State of Nebraska
8. ↑  History of the Nebraska Legislature at the Nebraska Legislature official site.
9. ↑  (nd) "POWs Far from the Battleground". NebraskaStudies.org. Retrieved 7/6/07.